# Associazione fonetica internazionale
L'Associazione fonetica internazionale, in sigla AFI (in francese Association phonétique internationale, API; in inglese International Phonetic Association, IPA), è la più prestigiosa associazione di fonetica, nata a Parigi nel 1886.

## Storia

### Nascita
L'associazione nasce dall'iniziativa di un gruppo di professori di linguistica, che si riuniscono per la prima volta a Parigi nel 1886 per promuovere l'uso della scrittura fonetica nelle scuole, al fine di aiutare i bambini a imparare più facilmente la pronuncia delle lingue straniere e più in generale per appoggiare l'insegnamento e l'alfabetizzazione dei più piccoli. Il gruppo, diretto da Paul Passy, si chiamò inizialmente Dhi Fonètik Tîtcerz Asóciécon (sigla FTA), per poi assumere il nome di Association phonétique des professeurs de langues vivantes ([asɔsjaˈsjɔ̃ fɔneˈtik dɛ profɛˈsœr də lɑ̃g viˈvɑ̃t]AFI, "Associazione fonetica dei professori di lingue vive", sigla AP) nel gennaio 1889, e infine Association phonétique internationale ([asɔsjaˈsjɔ̃ fɔneˈtik ɛ̃tɛʁnasjoˈnal]AFI) nel 1897.
L'apice dell'influenza dell'associazione nel settore dell'educazione si è avuto attorno al 1914, quando essa contava 1750 membri in quaranta stati diversi. La Prima guerra mondiale e le sue conseguenze hanno interrotto l'attività dell'API, che ha ripreso la pubblicazione del suo Journal solo nel 1922.

### Esami
Dal 1908, inoltre, l'AFI distribuisce dei Certificati di Competenza che riguardano la fonetica dell'inglese, del francese e del tedesco agli studenti che abbiano sostenuto il relativo esame.

## Gli scopi dell'associazione
Scopo dell'associazione è promuovere lo studio scientifico della fonetica e le sue applicazioni pratiche.
L'AFI pubblica un alfabeto per la rappresentazione fonetica di tutte le lingue, la cui notazione viene accettata dai linguisti di tutto il mondo: l'alfabeto fonetico internazionale (indicato con la stessa abbreviazione, AFI).
L'AFI, infine, pubblica un periodico intitolato Journal of the International Phonetic Association.